# Cantó de Yutz
El cantó de Yutz és un cantó francès del departament del Mosel·la, situat al districte de Thionville-Est. Té 4 municipis i el cap és Yutz.

## Municipis
- Illange (Illéngen)
- Manom (Monuwen)
- Terville (Tierwen)
- Yutz (Jäitz)

## Història
| Data d'elecció                           | Identitat         | Partit        | Qualitat |
| ---------------------------------------- | ----------------- | ------------- | -------- |
| 1961-1973                                | François Dupont   | RI            |          |
| 1973-1985                                | René de Mattéis   | PCF           |          |
| 1985-1998                                | Jean-Pierre Heitz | UDF           |          |
| 1998-                                    | Patrick Weiten    | Divers droite |          |
| les dades anteriors no són pas conegudes |                   |               |          |
|                                          |                   |               |          |

## Demografia
| A partir de 1990 : Població sense dobles comptes |